# Lee Kang-hyun
Lee Kang-hyun (kor. 이강현; * 31. Juli 1998) ist ein südkoreanischer Fußballspieler.

## Karriere
Lee Kang-hyun erlernte das Fußballspielen in den Schulmannschaften der Bupyeong Elementary School, Jemulpo Middle School und der Incheon Nam High School sowie in der Universitätsmannschaft der Honam University. Seinen ersten Vertrag unterschrieb er 2020 beim Busan Transportation Corporation FC. Das Fußballfranchise aus Busan spielte in der dritten Liga, der K3 League. Für Busan absolvierte er 22 Drittligaspiele. Anfang 2021 wechselte er zu Incheon United. Das Fußballfranchise aus Incheon spielte in der ersten Liga, der K League 1. Sein Erstligadebüt gab er am 21. April 2021 im Auswärtsspiel gegen die Jeonnam Dragons. Hier stand er in der Startelf und wurde in der 90.+4 Minute gegen Kim Chae-un ausgewechselt.